# Saturnia melanommatus
Saturnia melanommatus är en fjärilsart som beskrevs av Edward Alfred Cockayne 1945. Saturnia melanommatus ingår i släktet Saturnia och familjen påfågelsspinnare. Inga underarter finns listade.